# Antecedent (lingvistică)
În lingvistică, un antecedent este o entitate lingvistică reprezentată în context de altă entitate, numită substitut sau element anaforic, care se găsește după antecedent.
În gramatica limbii române, în mod tradițional este considerat antecedent un nominal dintr-o propoziție principală (substantiv, pronume, adjectiv pronominal posesiv, numeral), față de care se stabilește subordonarea unei propoziții atributive. Aceasta îndeplinește funcția de atribut al nominalului, ex. Scrisoarea pe care am primit-o m-a alarmat (Scrisoarea m-a alarmat fiind propoziția principală, iar pe care am primit-o – atributiva). Antecedent al unei atributive poate fi și o întreagă propoziție: El n-are răbdare, ceea ce mă supără.
Noțiunea de antecedent s-a extins în sensul primei definiții. Astfel, unii lingviști consideră că antecedentul se raportează la substitut, deci în cazul atributivei, la pronumele relativ care o introduce.
Antecedentul intră într-o relație numită coreferențială cu alte două participante ale acesteia. Se referă la o entitate extralingvistică numită în această relație referent, iar substitutul (elementul anaforic) se referă la rândul său la antecedent, deci de regulă indirect la referent.

## Entități ce constituie antecedente
Antecedente pot fi entități diverse atât din punct de vedere morfologic, cât și sintactic.

### Antecedentul substantiv
Un substantiv, eventual împreună cu determinantul său abstract, poate constitui un antecedent în mai multe situații: 
- în aceeași propoziție cu substitutul său: Profesorul a dat studenților lui o carte (profesorul, antecedent al pronumelui lui)[1];
- în aceeași frază, în propoziții diferite:
  - Este tipic cazul frazei cu propoziție atributivă: Elevul căruia i-am dat nota zece este eminent (elevul, antecedentul lui căruia)[1].
  - Poate fi vorba și de frază cu propoziții coordonate: Un student citește, alții scriu[7].
- într-o propoziție anterioară fără relație sintactică cu cea în care este substitutul: Maria mi-a cerut un ceas; al său se stricase[8].

Un același substitut se poate referi și la două substantive cu raport de subordonare între ele, ex. en  Mike suggested to John that they should leave „Mike i-a sugerat lui John că (ei) ar trebui să plece” (they se referă și la Mike, și la John). Un astfel de antecedent este numit în engleză split antecedent (antecedent divizat).
Antecedentul poate fi și un grup prepozițional, adică un complement cu prepoziție, ex. Am fost la facultate și de acolo, la concert.
În limba franceză, un substantiv cu funcția de nume predicativ poate fi antecedentul pronumelui personal le cu valoare neutră, adică neexprimând vreun gen, de exemplu Madame Roche a été élue conseillère municipale de sa ville et elle l’est restée pendant dix ans „Doamna Roche a fost aleasă consilieră locală în orașul ei și a rămas (consilieră) timp de zece ani”.
În limba maghiară de asemenea, numele predicativ poate fi antecedent, substitutul fiind pronumele demonstrativ az „acela/aceea”: – Franciák vagytok? – Azok vagyunk. „– Sunteți francezi? – Suntem.” (lit. „Aceia suntem”).
În această limbă, și complementele pot fi antecedente ale pronumelui demonstrativ, acesta constituind chiar un răspuns afirmativ suficient la o întrebare totală: – Anna könyvet olvas? – Azt (olvas). „– Anna o carte citește? – Da.” (lit. „Aceea (citește)”).

### Antecedentul adjectiv
Un adjectiv sau adjective coordonate între ele pot constitui de asemenea un antecedent, în română al unui substitut de asemenea adjectiv: Criza este profundă și generală; o asemenea criză....
În limba franceză, și un adjectiv nume predicativ poate fi antecedentul pronumelui le, ex. Suzanne est bonne en mathématiques mais elle l’est moins en physique „Suzanne este bună la matematică, dar e mai puțin bună la fizică”.
Și în limba maghiară, numele predicativ adjectiv poate fi de asemenea antecedent: – Péter beteg volt? – Az volt „– Péter a fost bolnav?” – A fost.” (lit. „... Aceea a fost”).

### Antecedentul pronume

#### Pronume personal
Ca și substantivul, pronumele personal poate fi antecedentul unei propoziții atributive: El, care e bolnav, a venit totuși.
În cazul pronumelor de aceeași persoană, dar cu forme diferite pentru funcții sintactice diferite, una poate fi antecedentul celeilalte:
ro  El a rezolvat problema cum i-am spus;
fr  Elle n’est pas là et je ne l’ai pas vue de la journée „Ea nu e aici și n-am văzut-o toată ziua.
În română, pronumele personale au câte o formă accentuată și una neaccentuată la cazurile acuzativ și dativ. Pentru scoaterea în evidență a persoanei, forma accentuată poate fi folosită ca antecedent al celei neaccentuate, ex. Pe tine te aștept, Vouă nu vă lipsește nimic.
În franceză, procedeul este posibil și în cazul pronumelui subiect: Moi, je vais aller à la plage et toi, qu’est-ce que tu vas faire? „Eu am să merg la plajă, dar tu ce ai să faci?”.
Pronumele personal poate fi și antecedentul pronumelui reflexiv corespunzător lui, atunci când primul este exprimat pentru a fi scoasă în evidență persoana: Eu mă spăl și cu apă rece.
În maghiară, un pronume este mult mai frecvent antecedent obligatoriu al propoziției subordonate postpuse principalei decât în română, franceză sau engleză. Exemplu cu pronume personal: Bízom benne, hogy nem felejtenek el ’Sper că nu mă vor uita’ (lit. „Sper în el/ea că...”).

#### Pronume demonstrativ
În română, pronumele demonstrativ poate fi antecedentul unei propoziții atributive, ex. Câștiga acela care venea primul.
În maghiară, pronumele demonstrativ este frecvent antecedent și al altor specii de subordonate. În exemplul de mai sus poate înlocui pronumele personal: Bízom abban, hogy nem felejtenek el ’Sper că nu mă vor uita’ (lit. „Sper în aceea că...”). Un exemplu în frază cu propoziție completivă directă este: Azt mondta, hogy esik az eső „A spus că plouă” (lit. „Aceea a spus că plouă”).

### Antecedentul verb
În franceză poate fi antecedent un verb la infinitiv, dacă este deplasat la începutul propoziției pentru a fi scos în evidență, ex. Elle adore danser „Îi place foarte mult să danseze” → Danser, elle adore ça ! „Să danseze îi place foarte mult!” (literal „A dansa, ea adoră asta!”).
Verbul cu funcție de predicat poate fi de asemenea antecedent, substitutul său fiind tot un verb. Exemple în limba engleză:
- cu un verb cu sens lexical general ca substitut: John painted this picture. He did that in Bermuda. „John a pictat tabloul acesta. A făcut asta în Bermuda.”[9]
- cu un verb auxiliar ca substitut: I don't enjoy parties as much as my wife does „Mie nu-mi plac petrecerile atât de mult cât îi plac soției mele”[24].

În maghiară, verbul poate fi antecedent, iar prefixul său, substitut constituind un răspuns afirmativ suficient, ex. – Anna megtalálta a kulcsot? – Meg. „– Anna a găsit cheia? – Da.”

### Antecedentul adverb
În română, adverbul este mai puțin frecvent ca antecedent decât în maghiară, de pildă, fiind folosit pentru scoaterea în evidență a unor propoziții circumstanțiale, ex. Atunci o să vin, când voi avea timp.
În maghiară, un asemenea antecedent este în mai multe cazuri obligatoriu: Aszerint járt el, ahogy a főnöke előírta „(Așa) a procedat cum a dispus șeful său”.

### Antecedentul propoziție
Propoziția independentă este deseori antecedent în text, ex. Am primit un ceas nou; asta mi-a făcut mare plăcere.
O propoziție subordonată deplasată înaintea principalei pentru a fi scoasă în evidență este de asemenea antecedent atunci când are substitut în principală: Că el a făcut erori, o știm cu toții.

### Alte antecedente
- pronume nehotărât: N-aș colabora cu cineva care n-ar fi specialist[13];
- adjectiv posesiv: Părerea noastră, care i-am fost colegi, n-a contat[3];
- numeral[28]:
  - cardinal: I-am văzut pe cei trei care vor pleca la Paris;
  - ordinal: Primul care va răspunde corect va lua premiul.

## Acordul dintre antecedent și substitut
În funcție de natura antecedentului, de natura substitutului și de limba dată, antecedentul se poate sau nu acorda cu substitutul. De exemplu, în română, substitutul pronume personal se acordă cu antecedentul substantiv în gen și număr (Profesorul a dat studenților lui o carte), dar substitutul exprimat prin adverb nu se acordă, fiindcă este invariabil (Am fost la facultate și de acolo, la concert), iar cel care substituie o propoziție de asemenea nu se acordă, dat fiind că un asemenea antecedent nu exprimă categorii gramaticale (Am primit un ceas nou; asta mi-a făcut mare plăcere).